# ۱۰ چیز درباره تو که ازشان متنفرم (مجموعه تلویزیونی)
۱۰ چیز دربارهٔ تو که ازشان متنفرم یک سریال آمریکایی است که توسط شبکهٔ ای‌بی‌سی خانوادگی در سال ۲۰۰۹ شروع به پخش گردید.

## خلاصه
این سریال بر پایه رام کردن زن سرکش از شکسپیر ساخته شده‌است. خواهران استراتفورد ، کت و بیانکا ، از اوهایو به کالیفرنیا جابه‌جا شده‌اند و هم‌اکنون به مدرسه جدیدشان (پادوا) می روند. اهداف و آرزوهای آنان کاملاً با هم متفاوت است. واضح است که یکی از خواهران می‌خواهد ایستادگی پیشه کنید و آن یکی فقط میخواهد همرنگ دختران دیگر شود. کت خیلی سرد ، با اراده ، باهوش و فمینیست است. او میخواهد از جهان و محیط زیست در مدرسه و محیط بیرون محافظت کند.وقتی او پاتریک ورونا را ملاقات می‌کند زندگی اش از این رو به آن رو می‌شود. بیانکا یک انسان گرم و اجتماعی است، که هدف اصلی در زندگیش محبوبیت است ولی زمانی که در مدرسه سرپرست تشویق کنندگان را می بیند متوجه می‌شود راه درازی در پیش دارد! آن‌ها یک سال پر پیچ و خم را در پادوا شروع می‌کنند. کت در تلاش برای انجام کارهای مردمی و بیانکا مشغول رسیدن به هدفش...

## بازیگران
- لیندزی شاو به عنوان کاترینا (کت) استراتفورد: یک سال آخری دبیرستان و خواهر بزرگ بیانکا ، او بااراده ، قوی ، باهوش و فمینیست است. او دارای ذهن مستقل و دارای اهداف و باورهای عمیق اخلاقی است. یکی از اهداف بلند مدت او رفتن به دانشگاه براون است. او به طرز عجیبی به سمت پاتریک جذب می‌شود.
- میغان جت مارتین به عنوان بیانکا استرانفورد: او یک سال دومی و خواهر کوچک کت است. او هر کاری را برای محبوب شدن و عضویت در تیم تشویق کنندگان انجام می‌دهد. او میفهمد که محبوب شدن راه آسانی نیست و باید تلاش بیشتری کند. او نشان می‌دهد که در هر زمانی دلسوز است.
- لاری میلر به عنوان دکتر والتر استراتفورد : او یک دکتر متخصص زمان است بیشتر اوقات دربارهٔ موضوعات جنسی با دخترانش صحبت می‌کند. در حالی که او شخصیت جدی و معمولی دارد ولی بسیار دوست داشتنی و بامزه است.
- اتان پک به عنوان پاتریک ورونا: او هم یک سال آخری است. او آرام و انزوا طلب است. او به اعتقاد بسیاری از دانش آموزان مثل مندلا ، یک قاتل سرد است. و کت تنها شخصی است که از او نمی‌ترسد. او درگیر آتش عشق کت می‌شود.
- نیکولاس بران به عنوان کمرون جیمز: او سال دومی است و از اولین باری که بیانکا را می بیند به او علاقه‌مند می‌شود. اگرچه نمی‌تواند به درستی عشقش را بیان کند!
- دانا دیویس به عنوان چستیتی چارچ: او یک سال دومی و محبوب‌ترین دختر مدرسه است. او سرپرست تشویق کنندگان است و از یک خانواده ثروتمند می آید.